# Massimiliano Fuksas
Massimiliano Fuksas (9. ledna 1944, Řím) je italský architekt. V roce 1969 úspěšně ukončil své studium architektury na univerzitě La Sapienza. V letech 1989 až 1993 pracoval jako uznávaný architekt v Římě, Paříži a ve Vídni. V letech 1998 až 2000 působil také jako ředitel Biennale Internazionale di Architettura v Benátkách pod názvem "Méně estetiky, více etiky". V roce 2002 si založil nový architektonický ateliér ve Frankfurtu.

## Biografie
- 1967 - Ještě jako student začal pracovat v Římě spolu s Annou Marii Sacconi
- 1969 - Ukončil studium architektury univerzitě La Sapienza v Římě
- 1978 - Vystavoval své soutěžní návrhy ve Florencii "Progetti per l'area Direzionale di Firenze "
- 1982 - Zapojil se do 12. ročníku Pařížského Bienále
- 1985 - Zapojil se do 13. ročníku Pařížského Bienále
- 1986 - Představil své návrhy na výstavě "Da una casa ... a un'altra" French Cultural Centre, v Římě
- 1987 - Představil své návrhy na výstavě "Ultime Dimore" ve Veroně
- 1987 - Představil své návrhy na výstavě "The new Rome school" Deutsches Architekturmuseum, ve Frankfurtu
- 1988 - Představil své návrhy na výstavě "Dessins de Massimiliano Fuksas", Architecture Art Galerie, v Ženevě
- 1989 - Začal svou praxi v Paříži
- 1993 - Začal svou praxi ve Vídni
- 1994/97 - Stal se členem komise výstavby v Berlíně a v Salcburku
- 1997 - Stal se ředitelem Francouzského institutu architektury
- 1998/2000 - Stal se ředitelem VII Biennale Internazionale di Architettura di Venezia 2000 "Less Aesthetics, More Ethics"
- 2000 - Jmenován komandérem Řádu umění a literatury
- 2002 - Jmenován čestným členem AIA
- 2006 - Jmenován rytířem velkokříže Řádu zásluh o Italskou republiku
- 2006 - Jmenován čestným členem Royal Institute of British Architects
- 2010 - Jmenován rytířem Řádu čestné legie

Jako uznávaný architekt během tohoto období přednášel na několika univerzitách jako jsou: Staatliche Akademie der bildenden Künste ve Stuttgartu, École Spéciale d'Architecture v Paříži, Institut für Entwerfen und Architektur v Hannoveru, Akademie der bildenden Künste ve Vídni and Columbia University v New Yorku.

## Práce

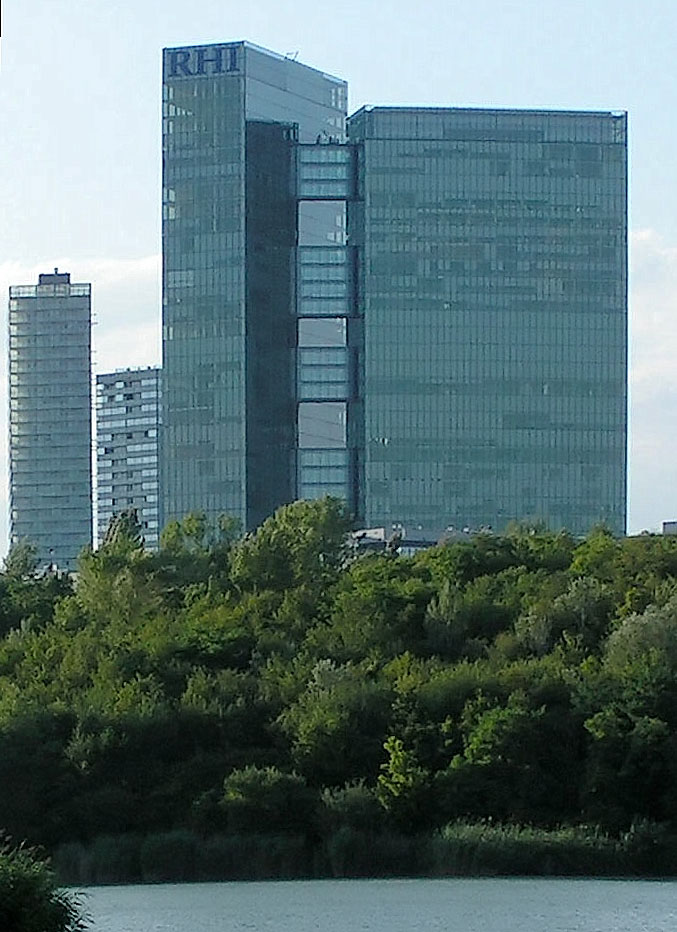
Twin Tower ve Vídni

- 1969 - soutěžní projekt Flower Market, Pescia, Itálie
- 1972 - Sportovní centrum Sassocorvaro, Itálie
- 1973 - Esperanza obytný complex, Řím, Itálie
- 1974/75 - restaurace Monte Frumentario a transformace na kulturní centrum, Anagni, Itálie
- 1975 - vila Rovaris, Anagni, Itálie
- 1976 - vila Pilozzi, Auto, Itálie
- 1976/77 zrestaurování hřbitova, Paliano, Itálie
- 1977 - Městský plán rozvoje, Serrone, Itálie
- 1977 - Městský plán rozvoje, Tarquinia, Itálie
- 1977/78 - Fontána del Diavolo Park, Paliano, Itálie
- 1977/79 - Městské schody, Paliano, Itálie
- 1977/79 - Nový hřbitov, Acuto, Itálie
- 1977/82 - Zdravotní škola a park, Tarquinia, Itálie
- 1977/88 - Učňovská střední škola, Anagni, Itálie
- 1979/82 - Tělocvična, Paliano, Itálie
- 1979/86 - Školní internát, San Giorgetto, Anagni, Itálie
- 1979/86 - Sportovní centrum, Anagni, Itálie
- 1980/83 - Nová městská hala, Serrone, Itálie
- 1980/84 - Enrica sídliště, Anagni, Itálie
- 1981 - Mezinárodní soutěž na Opéra Bastille, Paříž, Francie
- 1982 - Mezinárodní soutěž na Parc de la Villette, Paříž, Francie
- 1982/85 - Apartmán, Civita Castellana, Itálie
- 1982/86 - Základní škola, Civita Castellana, Itálie
- 1983/86 - Sídliště, Paliano, Itálie
- 1984 - Přestavba kina, Cotronei, Itálie
- 1984/90 - Rozšíření hřbitova, Orvieto, Itálie
- 1985/90 - Renovace náměstí Regina Margherita, Acquappesa Itálie
- 1985/92 - Nový hřbitov, Civita Castellana, Itálie
- 1987 - Evropská věž, Francie (spolu s W. Alsop, J. Nouvel, O. Steidle;)
- 1987/89 - Maison de la Confluence, Avoine, Francie
- 1987/91 - Kulturní centrum, Rezé, Francie
- 1989/91 - Maison de la Communication et du Cablage, Saint-Quentin-en-Yvelines, Francie
- 1989/95 - Ilot Candie-Saint-Bernard, Parigi XI, Francie
- 1990 - Soutěž na Ecole Nationale supérieure de Mécanique et Aérotechnique, Poitiers, Francie
- 1990/95 - Univerzitní bydlení, Hérouville-Saint-Clair, Francie
- 1991/92 - vila s ateliérem, Cotronei, Itálie
- 1991/93 - soukromá vila v Paříži, Francie
- 1991/99 - Transformace Aldobrandini Stables na Museo del Tuscolo, kulturní centrum, Frascati, Itálie
- 1992/95 - Renovace Cite des Aigues douces, Port-de-Bouc, Francie
- 1992/97 - Restaurace čtyř 'sixties tower blocks, Montreuil, Francie
- 1992/97 - Obytný komplex, Clichy, Francie
- 1995 - Vlastní studiu Fuksas, Řím, Itálie
- 1995 - Hotel a herna, Lublaň, Slovinsko
- 1995/98 - Lyceum Maximilien Perret, Paříž, Francie
- 1996/99 - Obytný komplex, Clichy, Francie
- 1997/98 - Studentský domů, Paříž, Francie
- 1997/01 - Přestavba uměleckého atelieru RIVP, Paříž, Francie
- 1998/01 - Centrum míru, Jaffa, Izrael
- 1998 - Dva bytové domy, Milán, Itálie
- 1999 - Bytový a hotelový komplex, Valenza, Itálie
- 1999 - Sídliště, Brescia, Itálie
- 1999-Nákupní středisko, Eindhoven, Nizozemsko
- 2000 - Zábavné centrum, Catania, Itálie
- 2000 - Nové středisko Ferrary, Maranello, Itálie
- 2000 - "Degli Effetti" obchod, Řím, Itálie
- 2001 - Handles for Valli & Valli, Milán, Handles
- 2001/2003-Archiv Nationales Pierrefitte sur Seine at Saint Denis, Paříž, Francie
- 2005 - The Euromed Center, Marseille, Francie,
- 2005 - Koncertní hala ve Štrasburku a v Amiens